# Kager von Globen

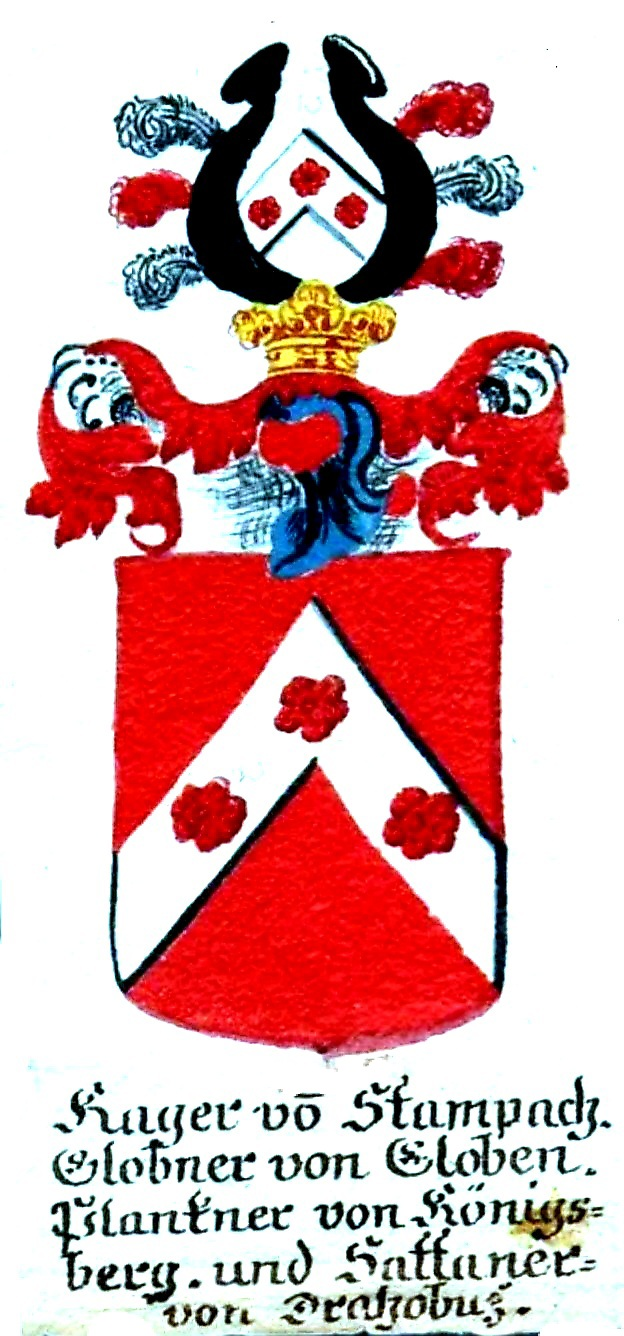
Stammwappen der Kager von Stampach, Globner von Globen, Plankner von Königsberg und Sattaner

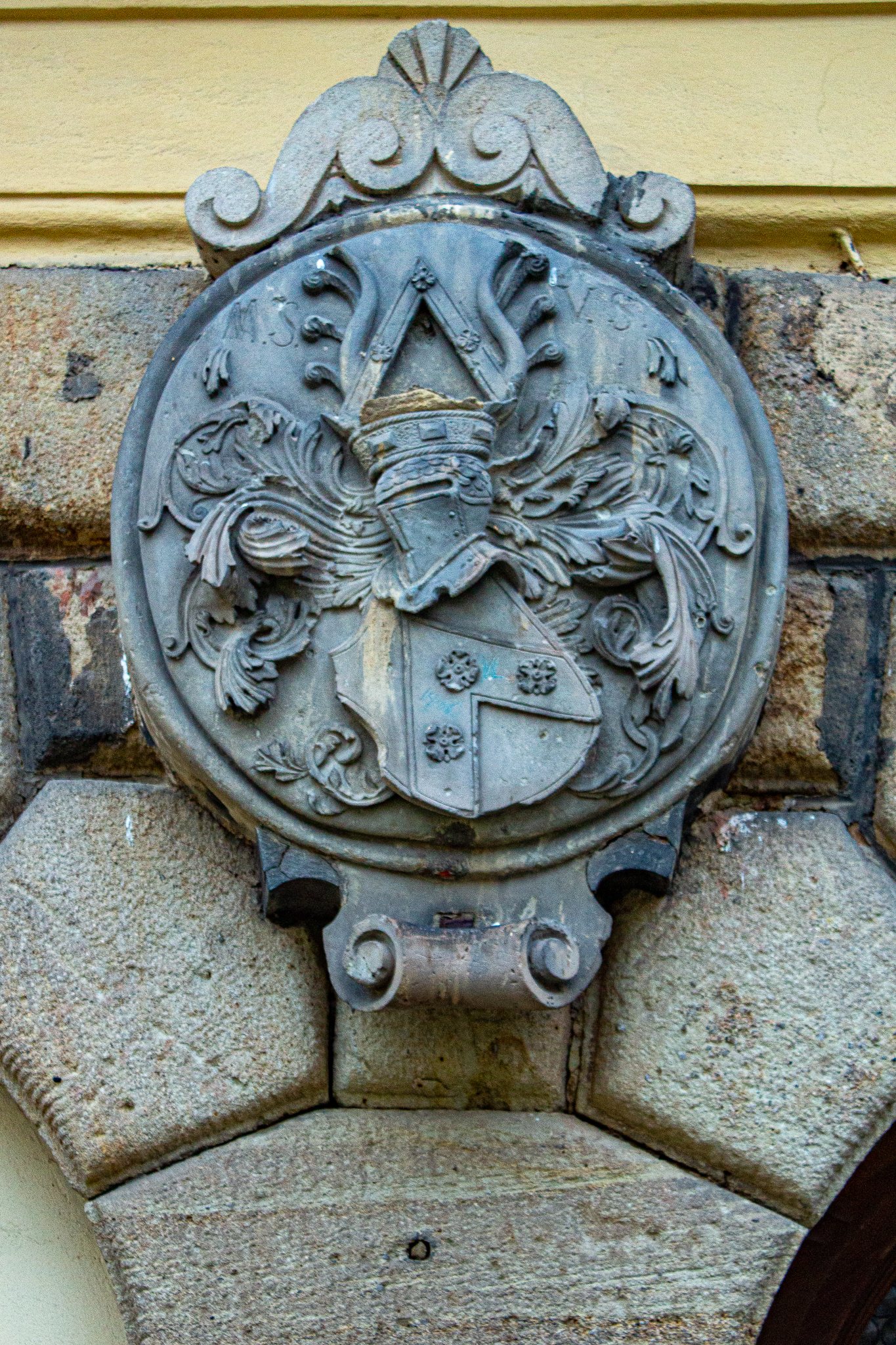
Stammwappen am Schloss Kornhaus

Kager von Globen, auch Globner von Globen, war ein altes böhmisches Adelsgeschlecht, das in den Freiherren- und Grafenstand erhoben wurde und 1745 im Mannesstamm erlosch. Die Familie war stamm- und wappenverwandt mit den Kager von Stampach, Plankner von Königsberg und der Sattaner von Drahowitz.

## Geschichte
Die altritterlichen Familien der Globner von Globen, Stampach von Stampach und Plankner von Königsberg entstammen dem Rittergeschlecht der Karger aus dem Elbogener Land. Ihr Stammsitz war der Burgstall Kager in Golddorf bei Königsberg. Die Linie Kager von Globen nannte sich nach ihren Rittersitz Kloben bei Zieditz im Elbogener Kreis. Sie waren Lehnsmänner der Grafen von Leuchtenberg. 1395 erscheint Hans von Globen zu Pochlawitz in einer Urkunde des Klosters Waldsassen. Durch Erbteilungen sind die Globner von Globen im Laufe des 16. Jahrhunderts verarmt. Albrecht von Globen († 1598), Sohn des Jobst von Globen, wurde unter der Regierungszeit Kaiser Ferdinand I. als von Lorenz Schlick an die Krone Böhmens abgetretenen Schlosses Elbogen ernannt. Engelhart von Globen Herr auf Schönficht diente im Schmalkaldischen Krieg im kaiserlichen Heer Karls V. Auf seinem Gut Schönficht betrieb er Silber- und Kobaltbergbau.
Niklas von Globen Herr auf Schönlind und Krottensee wurde 1589 Gutshauptmann der Herrschaft Heinrichsgrün und nach 1600 Kreishauptmann und kurfürstlich-sächsischer Kommissar. Nach dem Tod seiner ersten Ehefrau Katharina geb. Multz von Waldau heiratete er in zweiter Ehe die Tochter des Grafen Viktorin Schlick II. 1602 erwarb er das Rittergut Schönlind. Im Zuge der Gegenreformation das vom Adel verlangte, binnen sechs Monaten katholisch zu werden oder außer Landes zu gehen, verkaufte Niklas von Globen sein Gut Schönlind an Otto von Nostitz. Sein Erbgut Krottensee veräußerte er für 12.000 Gulden an seinem Vetter Jobst Christoph von Globen Zum kurfürstlich-sächsischen Kommissar ernannt, kehrte er nach Böhmen zurück. Im Mai 1631 wurde von Globen von kaiserlichen Truppen aus dem Land vertrieben und floh nach Kursachsen. Des Weiteren verlor Johann Albrecht Ritter von Globen als Mitglied der rebellischen Stände, sein Gut Pochlawitz mit neun Untertanen, Meierhof und dem Dorf Kaltenbrunn, welches vom königlichen Fiskus eingezogen wurde. 1602 zählte die Familie von Globen 28 und die von Stampach 100 lebende Personen. Von 1597 bis 1660 gehörte den Globner von Globen das Gut Militgau. Von 1597 bis 1616 erscheint Juncker Stephan von Globen als Herr von Mitigau, der mit einer geb. von Hertenberg verheiratet war. Am 25. August 1656 verkaufte Anna Margaretha Freiin von Stampach auf Waltsch, geb. von Globen ihr Lehngut Rockendorf für 9200 Gulden an Melchior Adam von Moser. Die Brüder Christoph Albrecht und Johann Christoph von Globen teilten sich am 24. Oktober 1656, mit Einwilligung ihrer Mutter Anna Magdalena, geb. und verwitwete von Globen, Miltigau. Um 1660 veräußerte Johann Christoph von Globen Miltigau mit dem Patronatsrecht der Pfarrkirche von Schönficht an den Bürgermeister von Eger Georg Adam Juncker von Oberkunereuth.
Katharina Theresia verwitwete Gräfin von Stampach vermachte 1720 die Herrschaft Weltsch, einst im Besitz ihres verstorbenen Mannes Hans Christoph Kager Graf von Stampach, ausgenommen Welchau, an Johann Ferdinand Kager Graf von Globen, der „wie die Stampach aus dem uralten Haus Kager stammte“. Er war der letzte Spross des Geschlechtes von Globen und diente am kurpfälzischen Hof, wo er 1716 zum Oberhofmarschall sowie zu Geheimrat aufstieg. 1721 ernannte man ihm zum k. k. Geheimrat und 1733 zum kurpfälzischen Gesandten. Am 20. Juni 1705 erhielt er das böhmische Grafendiplom. Nach dem Tod seines einzigen Sohnes Christoph († 1737) bestimmte er in seinem Testament, welches er in die böhmische Landtafel eintragen ließ, am 13. September 1738, seinen Enkel Karl Joseph Graf von Limburg-Styrum zu seinem Erben mit der Verpflichtung zur Führung des Namens Graf von Globen. Mit seiner einzigen Tochter Maria Anna Bernhardina Ludovica Gräfin von Limpurg-Styrum, Erbin des Namens Globen und der Herrschaft Waltsch, ist auch die Linie Limpurg-Styrum-Globen erloschen.

## Besitzungen (Auswahl)

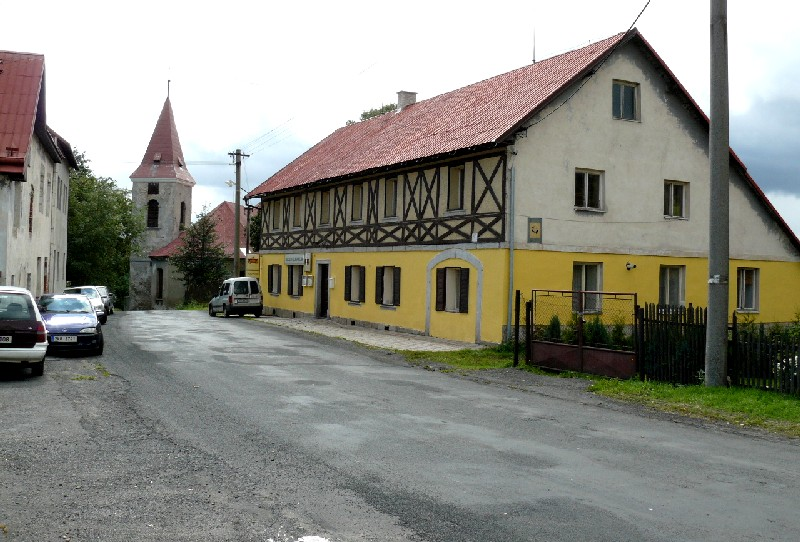
Rittergut Schönlind

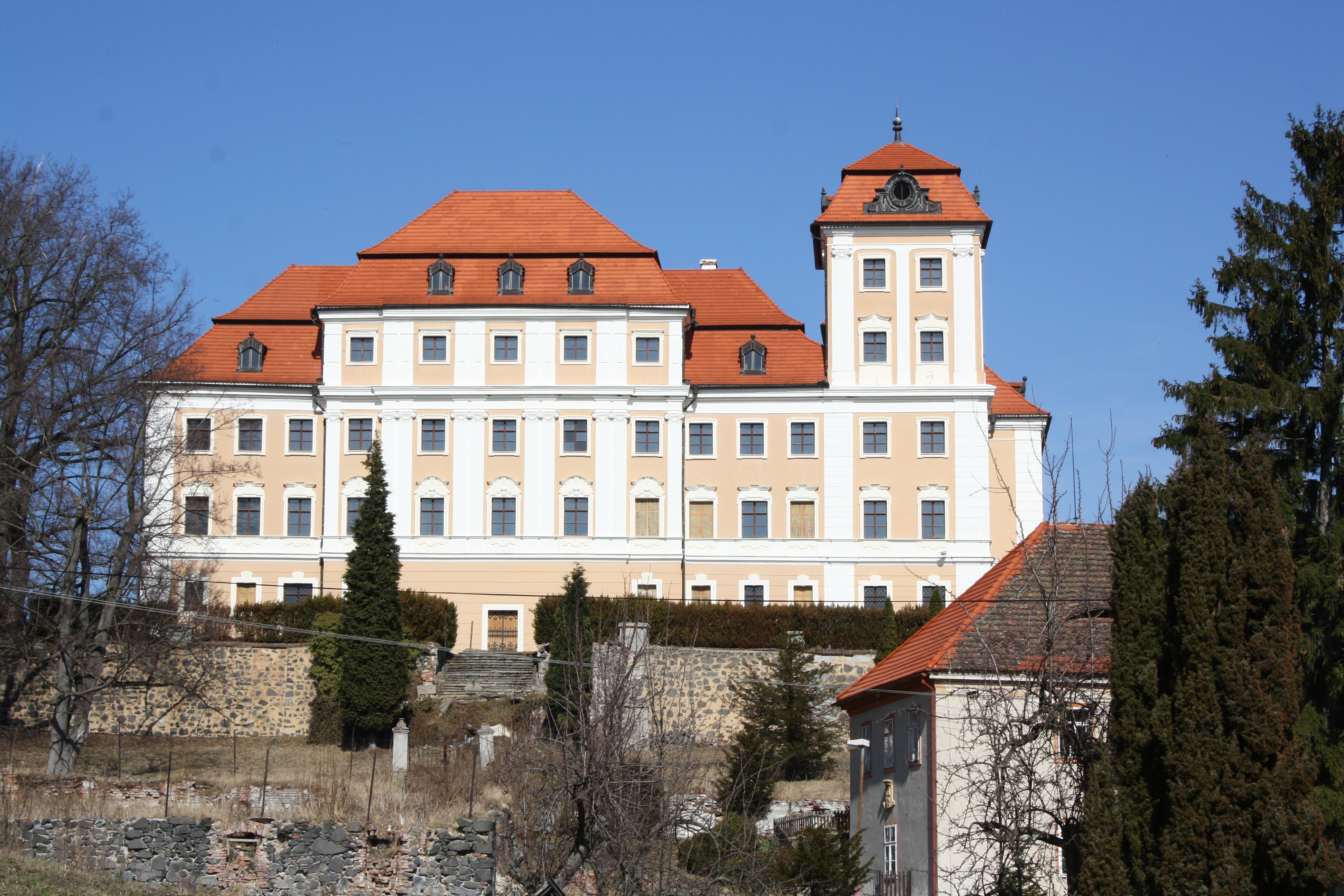
Schloss Waltsch

- Frühbuß (Přebuz)
- Kleinfürwitz (Vrbička)
- Kohling (Milíře)
- Krottensee (Mokřina)
- Liebau (Libava)
- Militgau (Milíkov)
- Pochlowitz (Dolní Pochlovice)
- Rockendorf (Březová)
- Schindlwald (Šindelová)
- Schönficht (Smrkovec)
- Schönlind (Krásná Lípa)
- Waltsch (Valeč)

## Wappen
Stammwappen: In Rot einen silbernen Sparren, darin drei rote Rosen.

## Genealogie (Auswahl)
- Christoph von Globen; ⚭ Magdalena von Kirmenreut
  - Engelhart von Globen; ⚭ 1. Sidonia Hofer von Lobenstein; ⚭ 2. Magdalena von Hirschberg; ⚭ 3. Lucretia Prollenhofer von Purkersdorf
    - Johann Christoph von Globen; ⚭ Anna NN
      - Engelhart von Globen (* 1603)[6]

    - Anna Magdalena von Globen
    - Katharina von Globen

  - Christoph von Globen; ⚭ Magdalena von Perglas
    - Stephan von Globen; ⚭ Amalia von Rödern
      - Niklas von Globen († 1639); ⚭ 1. Katharina Multz von Waldau; ⚭ 2. Susanna Schlick
        - Albrecht von Globen († vor 1628); ⚭ Anna Catharina Plankenberger
        - Georg Christoph von Globen; ⚭ Anna Catharina von Globen, geb. Plankenberger
        - Juliana von Globen († 1674); ⚭ 1. Albrecht Otto von Güntherod; ⚭ 2. Christian Volrat von Watzdorf
        - Georg Wilhelm von Globen (1605–1669); ⚭ Christina von Güntherod
        - Susanna von Globen (1616–1682); ⚭ NN von Ende

    - Heinrich Stephan von Globen; ⚭ Margaretha von Hertenberg
      - Christoph Heinrich von Globen (* 1597)[7]
      - Caspar Melchior von Globen (* 1598)[8]
      - Jobst Christoph von Globen (* 1600);[9] ⚭ Anna Magdalena von Globen
        - Christoph Albrecht von Globen; ⚭ Sibylla Agnes Winkler von Hainfeld
          - Johann Ferdinand Kager von Globen († 1745); ⚭ Maria Josepha von Stechow
            - Christoph Erdmann Philipp von Globen († 1737), starb ohne Nachkommen
            - Maria Ludovica von Globen († 1732); ⚭ Christian Otto von Limpurg-Styrum
              - Karl Joseph August von Limburg-Styrum (1727–1760); ⚭ Marie Elisabeth de Claris-Walincourt
                - Maria Anna Bernhardina Ludovica von Limpurg-Styrum (1758–1808); ⚭ Joseph Louis Mercy d'Argenteau de Dongelberghe

            - Maria Theresia Gräfin von Globen (1716–1749); ⚭ Gottfried Julius von Lützow

          - Johann Christoph von Globen

      - Christoph Albrecht von Globen (* 1604)[10]